# リンチバーグ駅
リンチバーグ駅（英語：Lynchburg-Kemper Street Station）はアメリカ合衆国バージニア州リンチバーグ ケンパー・ストリート825にある駅。 全米各地を結ぶ旅客鉄道のアムトラックが乗り入れている。

## 概要
リンチバーグ駅はリンチバーグのダウンタウンの南端にありサザン鉄道の駅として1912年に営業を開始した。1979年にサザンの旅客輸送が終了した後、駅舎は放置され荒廃したが、駅舎を保存しようとするリンチバーグ市議会の決意は、再開発につながった。2000年に、屋根、ユーティリティ、ボイラーシステム、歴史博物館の表示と新しいビジターセンターなどの大規模な修復工事が始まった。2002年4月26日には、リンチバーグ市はアムトラックの駅に加えて、グレイハウンドとグレーター・リンチバーグ・トランジット (GLTC)のバスターミナルになった当駅の修復工事の完成を祝った。2万ドルと関連の仕事に別の75万ドルから100万ドルを必要とした。財源は、連邦政府の総合陸上輸送効率化法（ISTEA）補助金とバージニア州鉄道・公共交通機関省（Virginia DRPT）の補助金が含まれていた。

## 利用可能な鉄道路線／列車
アムトラックの停車する列車は下記の通り。
ニューヨークとニューオーリンズ間の夜行長距離列車クレセント …1日1往復停車
ボストンとロアノーク間の昼行長距離列車ノースイースト・リージョナル…1日1往復停車

## バス
当駅から乗車できるバスは以下の通り。
中長距離バス：グレイハウンド
路線バス： グレーター・リンチバーグ・トランジット (Greater Lynchburg Transit Company)